# Deborah Jeanne Rowe
Deborah Jeanne "Debbie" Rowe (sinh ngày 06 tháng 12 năm 1958) là một y tá người Mỹ nổi tiếng với cuộc hôn nhân với Michael Jackson, họ đã có với nhau hai con. Cô sinh sống ở Palmdale, California.
Rowe sinh ra ở Spokane, Washington, con gái của Barbara Chilcutt và Gordon Rowe. Cha cô đã ly dị mẹ cô một vài tuần trước ngày sinh nhật thứ hai của cô bé. Rowe có tuổi thơ cô đơn.
Cô bé được mẹ, một vài cô dì và bà ngoại nuôi dưỡng. Cô có một em gái tên là Loretta Scarlett Rowe sinh năm 1961 Cô lớn lên trong một gia đình tầng lớp trung lưu, và sau này được một cặp vợ chồng triệu phú ở Malibu, California nhận làm con nuôi.
Cô gặp Michael Jackson trong khi làm y tá trong văn phòng bác sĩ da liễu Arnold Klein, nơi Jackson được chữa bệnh bạch biến. Cô nhớ lại rằng sau khi Jackson ly hôn Lisa Marie Presley vào năm 1996, Michael đã buồn về khả năng sẽ không bao giờ được làm bố.

## Tham khả
1. ↑  Tugend, Tom (ngày 30 tháng 6 năm 2009). "Jackson's Jewish ties had their highs and lows". jta.org. Bản gốc lưu trữ ngày 4 tháng 9 năm 2009. Truy cập ngày 24 tháng 3 năm 2010.
2. ↑  "Birth certificates" (PDF). County of Los Angeles. Bản gốc (PDF) lưu trữ ngày 10 tháng 7 năm 2011. Truy cập ngày 20 tháng 9 năm 2009.
3. ↑  "Debbie Rowe Biography". Biography.Com. Truy cập ngày 10 tháng 12 năm 2013.